# 麥科伊斯堡 (印第安納州)
麥科伊斯堡（英語：McCoysburg）是位於美國印第安納州傑斯帕縣的一個非建制地區。該地的面積和人口皆未知。